# ステファニー・グラフ
ステファニー・グラフ（Stephanie Graf, 1973年4月26日 - ）は、オーストリア・クラーゲンフルト出身の元陸上競技選手。2000年シドニーオリンピック女子800mの銀メダリストである。
グラフは2004年に引退したが、2010年に血液ドーピングを行っていたとして2年間の出場停止処分を受けている。

## 主な実績
| 年   | 大会                     | 場所                         | 種目  | 結果     | 記録      |
| ---- | ------------------------ | ---------------------------- | ----- | -------- | --------- |
| 1997 | 世界陸上選手権           | アテネ（ギリシャ）           | 800m  | 予選落ち | 2分02秒52 |
| 1999 | 世界陸上選手権           | セビリャ（スペイン）         | 800 m | 7位      | 1分57秒92 |
| 2000 | オリンピック             | シドニー（オーストラリア）   | 800 m | 銀       | 1分56秒64 |
| 2001 | 世界室内陸上選手権       | リスボン（ポルトガル）       | 800 m | 銀       | 1分59秒78 |
| 2001 | 世界陸上選手権           | エドモントン（カナダ）       | 800 m | 銀       | 1分57秒20 |
| 2001 | IAAFグランプリファイナル | メルボルン（オーストラリア） | 800 m | 3位      | 2分00秒40 |
| 2003 | 世界室内陸上選手権       | バーミンガム（イギリス）     | 800 m | 銀       | 1分59秒39 |
| 2003 | 世界陸上選手権           | パリ（フランス）             | 800 m | 準決勝   | 1分59秒26 |

## 自己ベスト
- 800m - 1分56秒64（2000年）